# John Elcaman
Pour les articles homonymes, voir Elcaman.
John Elcaman est un footballeur né le 15 juin 1977. Il a évolue au poste de milieu de terrain. John a joue également pour la Réunion. Il est le grand frère de Roberto Elcaman.

## Parcours
John commence le football en 1983, dans sa ville natale du Port dans le club de la SS Jeanne d'Arc et fera ses débuts en équipe première en 1995 contre la JS Saint-Pierroise.
Deux saisons plus tard il signe à la SS Saint-Louisienne et commence à gagner plusieurs titres dont le championnat qu'il gagne à trois reprises.
Le Réunionnais revient à la SS Jeanne d'Arc en 2002 et change de club en 2003 en revenant à la Saint-Louisienne puis passe une saison en 2004 avec l'US Stade Tamponnaise ou le joueur restera une saison et un titre de champion à la clé.
Il rejoint la JS Saint-Pierroise en 2005. Elcaman finit champion avec le club en 2008. Les dirigeants saint-pierrois le libère de son contrat à la fin de la saison 2011.Il revient à l'US Stade Tamponnaise en 2012 dans le club de son frère Roberto, mais ne jouera pas avant la mi-saison en raison de sa suspension pour 12 matchs après un tacle sur Mohamed El-Madaghri en finale de la Coupe Régionale de France. Il effectue finalement son retour contre l'AS Possession le 21 avril 2012 après avoir purgé 7 matchs de suspension. Malgré le faible temps de jeu que lui accorde son club tout au long de la saison 2012, il remporte tout de même la coupe de la Réunion. Il est ensuite libéré de son club en début de saison 2013 et décide de raccrocher les crampons. Mais en août 2013, il sort de sa retraite sportive et rebondit en D2R avec l'AS Marsouins.

## En sélection
John connaitra ses premières sélections en 1998 avant les Jeux des îles de l'océan Indien à La Réunion. Mais ne sera pas retenu avec le Club R. Depuis, il est régulièrement appelé et disputera successivement les jeux des îles de 2003, 2007, 2011 la Coupe de l'Outre-Mer 2010. En 2011, il décide de mettre un terme à sa carrière internationale après les jeux des îles aux Seychelles.

## Palmarès
- Champion de la Réunion en 1997,1998, 2001 avec la SS Saint-Louisienne en 2004 avec l'US Stade Tamponnaise et en 2008 avec la JS Saint-Pierroise
- Vainqueur de la Coupe Régionale de France en 1997 avec la SS Saint-Louisienne
- Vainqueur de la Coupe de la Réunion en 1998, 1999 avec la SS Saint-Louisienne et 2012 avec l'US Stade Tamponnaise
- Vainqueur de la Coupe des Dom en 1998,1999 avec la SS Saint-Louisienne
- Vainqueur de la Coupe des Dom-Tom en 2000 avec la SS Saint-Louisienne
- Vainqueur des Jeux des îles 2007 avec la Réunion.